# Jodahatti, Raybag
Jodahatti là một làng thuộc tehsil Raybag, huyện Belgaum, bang Karnataka, Ấn Độ.